# Nemjung
Nemjung és una muntanya que forma part de la Mansiri Himal, una serralada que forma part de l'Himàlaia i es troba al Nepal. Es troba a uns 150 quilòmetres al nord-oest de Katmandú i uns 25 quilòmetres al nord-oest del vuit mil Manaslu. El seu cim s'eleva fins als 7.140 msnm i té una prominència de 1.920 metres.
La primera ascensió del Nemjung va tenir lloc el 27 d'octubre de 1983 per una expedició conjunta del Nepal i el Club Alpí de la Universitat Hirosaki dirigida per Junji Kurotaki. El 1963 s'havia realitzat un primer intent infructuós per part d'una expedició japonesa del Club Alpí Den Den Kyushu dirigida per Hisachika Zengyou. El 1994 fou escalada per una expedició britànica i el 2009 per un equip francès. El 30 d'octubre de 2009 un equip japonès dirigit per Osamu Tanabe va obrir una nova via per la cara i aresta oest.